# Fleckenrodel
Das Fleckenrodel bezeichnete in Südwestdeutschland seit dem ausgehenden Mittelalter ein von der jeweiligen Ortsherrschaft angelegtes Verzeichnis der zum Ort gehörenden Grundstücke. Darin fanden beispielsweise Gerechtsame, Abgaben oder Grenzsteine Erwähnung.